# Turó de Sant Elies
|  | Aquest article tracta sobre el turó de Sant Elies. Vegeu-ne altres significats a «ermita de Sant Elies de Vilamajor». |

El turó del Sant Elies és una muntanya del massís del Montseny que té una altitud sobre el nivell del mar de 999 m. dins del municipi de Sant Pere de Vilamajor. Es troba en el darrer estrep del Pla de la Calma, sobre la vall del riu Tordera. Al cim hi ha una torre de guaita per a incendis forestals del Parc Natural del Montseny.
Poc abans d'arribar al cim, hi ha l'ermita de Sant Elies de Vilamajor que dona nom al turó i s'hi celebra un aplec cada 25 d'abril.
Hi afloren materials del cambrià-ordovicià (nivells pissarrosos amb diferents graus de metamorfisme). També hi trobem afloraments de calcosquists i calcàries del Devonià, juntament amb materials del Carbonífer (a la base, pissarres, i a sobre, calcàries amb intercalacions argiloses). Aquest últim aflorament, però, tan sols apareix a l'oest, sota el Turó del Samont.
Entre la Serra de Palestrins i el turó de Sant Elies hi passa la riera de Vilamajor.